# Monte Valbella
Il monte Valbella è una montagna delle Alpi alta 1314 m. Si trova a sud-est del paese di Gallio, sull'Altopiano dei Sette Comuni.

## Geografia
Il monte si colloca a sud della val Frenzela e a nord della Val Chiama, è separato dal monte Sisemol a ovest dalla valle di Bertigo - Ronco Carbon e ad est dal Col del Rosso dalla Val Melago.

## Prima guerra mondiale
Durante il primo conflitto mondiale il monte venne interessato dagli eventi bellici nel 1916 (in maniera parziale, essendosi attestata la prima linea austroungarica nel settore di Stenfle) e soprattutto tra la fine del 1917 ed il termine del conflitto: durante questo periodo, il Valbella, assieme a Cima Ekar, il Col del Rosso ed il Col d'Echele, formava un ridotto ellittico attorno alla depressione di Val Melago, e il Valbella ne era la parte avanzata. La lotta che si svolse in quel settore l'ultimo anno di guerra prese il nome di battaglie dei Tre Monti. Le battaglie che qui si svilupparono furono tra le più grandi battaglie d'artiglieria campale della prima guerra mondiale. Sul Valbella si registrarono inoltre le prime vittorie dell'esercito italiano dopo Caporetto.

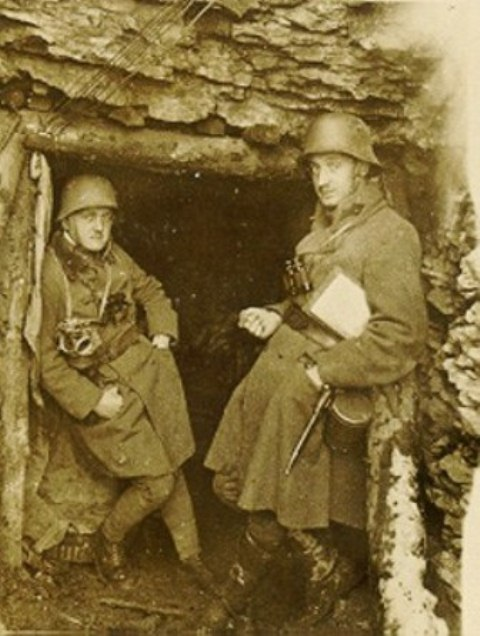
Ufficiali austroungarici sul Valbella, inverno 1917/1918

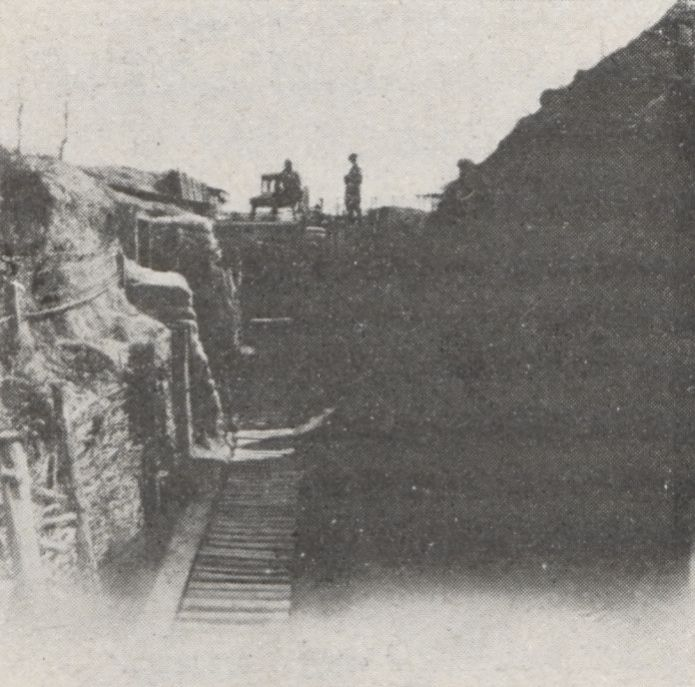
Soldati francesi sul Valbella

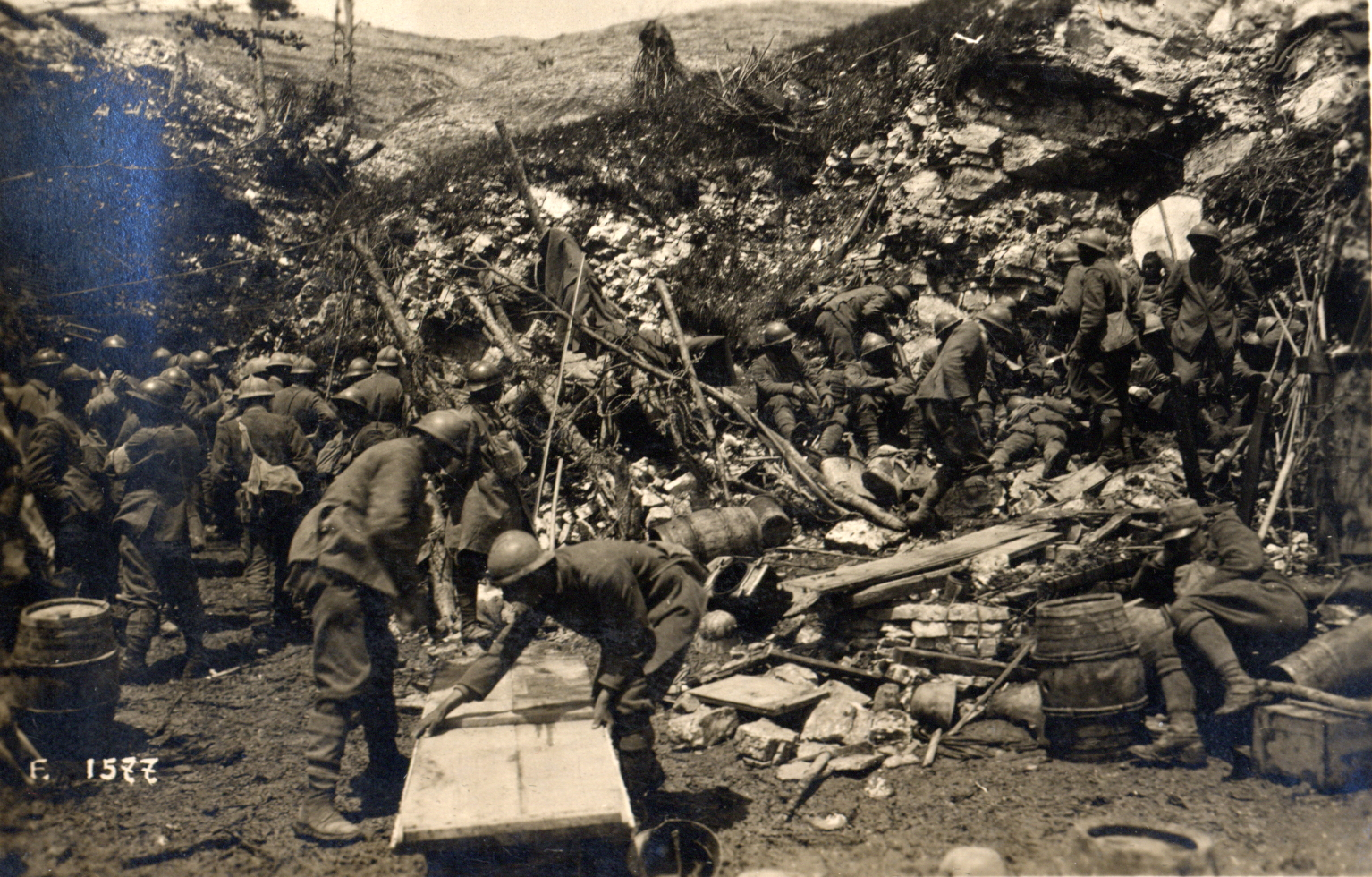
Fanti della brigata Regina sul Valbella

Sulla sommità del monte una serie di cippi ricordano i reparti italiani e francesi che qui combatterono.